# Remlingen (Bavière)
Pour les articles homonymes, voir Remlingen.
Remlingen est une commune de Bavière (Allemagne), située dans l'arrondissement de Wurtzbourg, dans le district de Basse-Franconie.

## Jumelage
- Effingen (Suisse) depuis 2007